# 187-й истребительный авиационный полк
187-й истребительный авиационный полк (187-й иап) — воинская часть Военно-воздушных сил (ВВС) Вооружённых Сил РККА, принимавшая участие в боевых действиях Великой Отечественной войны.

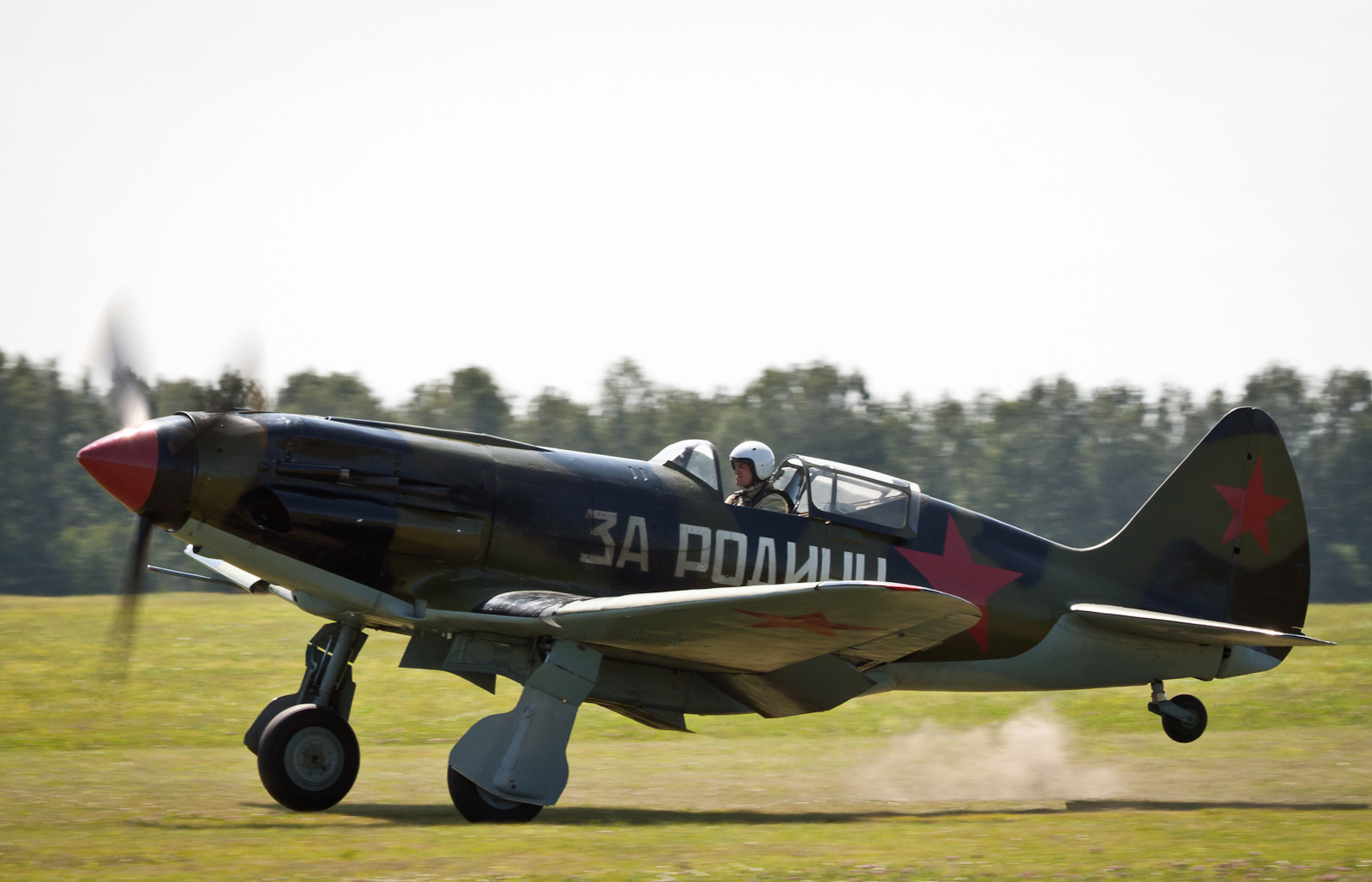
Самолёт МиГ-3

## История наименований полка
За весь период своего существования полк своё наименование не менял — 187-й истребительный авиационный полк.

## Создание полка
187-й истребительный авиационный полк начал формироваться 1 апреля 1941 года в Западном Особом военном округе в составе 60-й смешанной авиационной дивизии ВВС ЗОВО на аэродроме в г. Барановичи. К 22.06.1941 г. был укомплектован летным составом на 50 %, ИТС на 40 %, имел 2 самолёта УТИ-4, боевой матчасти не имел.

## Расформирование полка
187-й истребительный авиационный полк 30 июня 1942 года расформирован при 14-м зиап.

## В действующей армии
В составе действующей армии:
- с 6 сентября 1941 года по 14 ноября 1941 года.

## Командиры полка
- полковник Родин Фёдор Васильевич[2], 08.1941 — 11.1941
- майор Пелипец Денис Алексеевич[2], 11.1941 — 30.06.1942

## В составе соединений и объединений
| Период        | Фронт (округ)                 | армия      | дивизия                                           | примечание |
| ------------- | ----------------------------- | ---------- | ------------------------------------------------- | --- |
| 01.04.1941 г. | Западный Особый военный округ | ВВС округа | 60-я смешанная авиационная дивизия                | |
| 22.06.1941 г. | Западный фронт                | ВВС фронта | 60-я смешанная авиационная дивизия                | |
| 03.07.1941 г. | Орловский военный округ       | ВВС округа | 4-й запасной истребительный авиационный полк      | Курск |
| 29.08.1941 г. | Орловский военный округ       | ВВС округа | 4-й запасной истребительный авиационный полк      | Курск, доукомплектован личным составом до 3-х эскадрилий, освоил самолёты МиГ-3. К концу переучивания переформирован по штату 015/174, 1 аэ в полном составе поступила в состав 274 иап |
| 30.08.1941 г. | Западный фронт                | ВВС фронта | 52-я дальняя бомбардировочная авиационная дивизия | вступил в боевые действия на МиГ-3 |
| 03.09.1941 г. | Западный фронт                | ВВС фронта | 31-я смешанная авиационная дивизия                | МиГ-3 |
| 14.11.1941 г. | Западный фронт                | ВВС фронта | 31-я смешанная авиационная дивизия                | Сдал 2 МиГ-3 с лётчиками в 46-ю ад и убыл с фронта на доукомплектование и переучивание                                                                                                  |
| 27.11.1941 г. | Московский военный округ      | ВВС округа | 14-й запасной истребительный авиационный полк     | Рыбинск, приступил к переучиванию на ЛаГГ-3 |
| 30.06.1942 г. | Московский военный округ      | ВВС округа | 14-й запасной истребительный авиационный полк     | Рыбинск, расформирован |

## Участие в операциях и битвах
- Битва за Москву:
  - Калининская оборонительная операция — с 10 октября 1941 года по 9 ноября 1941 года.

## Первая победа полка в воздушном бою
Первая известная воздушная победа полка в Отечественной войне одержана 29 сентября 1941 года: лётчик полка младший лейтенант Сухобрюс в воздушном бою в районе п. Западная Двина сбил немецкий бомбардировщик Ju-88.

## Лётчики-асы полка
| Фамилия, имя отчество        | Награды | Сбито самолётов (+ в группе) | Примечание |
| ---------------------------- | ------- | ---------------------------- | --- |
| Орловский Николай Николаевич |         | 9 + 3                        | Лётчик полка: окт. — нояб. 1941. Боевых вылетов: 134. Сбит в воздушном бою 15.01.1944, попал в плен. Освобождён в августе 1944 г., вернулся к летной работе в марте 1945 г. |
| Шардаков Игорь Александрович |         | 16 + 2                       | Лётчик полка: окт. 1941 — янв. 1942. Боевых вылетов: более 200; воздушных боев: более 25. Умер 2 августа 1982 г.                                                            |
| Юмкин Александр Иванович     |         | 9 + 1                        | Лётчик полка: сент. — нояб. 1941. Боевых вылетов: 262; воздушных боев: 33.                                                                                                  |

## Итоги боевой деятельности полка
Всего за годы Великой Отечественной войны полком:
| Выполнено боевых вылетов | Сбито самолётов в воздухе | Уничтожено самолётов всего |
| ------------------------ | ------------------------- | -------------------------- |
| 835                      | 4 + 1                     | 244                        |

Свои потери:
| Потеряно самолётов, всего | Погибло лётчиков всего |
| ------------------------- | ---------------------- |
| нет данных                | 15                     |

## Самолёты на вооружении
| Период      | Самолёты |
| ----------- | -------- |
| 1941 — 1941 | МиГ-3    |
| 1941 — 1942 | УТИ-4    |
| 1942 — 1942 | ЛаГГ-3   |

## Базирование
| Период                  | Аэродром                           |
| ----------------------- | ---------------------------------- |
| 01.04.1941 — 03.07.1941 | Барановичи, Белоруссия             |
| 03.07.1941 — 29.08.1941 | Курск                              |
| 30.08.1941 — 14.11.1941 | полевые аэродромы Западного фронта |
| 14.11.1941 — 30.06.1942 | Рыбинск                            |